# Lissajousova krivulja
Lissajousova krivulja (tudi Bowditchova krivulja) pripada družini krivulj, ki nastanejo zaradi harmonskega nihanja, ki izhaja iz dveh med seboj pravokotnih smeri.
To družino krivulj je proučeval že ameriški matematik Nathaniel Bowditch (1773 – 1838) v letu 1815 in pozneje še francoski matematik Jules Antoine Lissajous (1822 – 1880) v letu 1857. 

## Parametrična oblika Lissajousove krivulje
V parametrični obliki lahko zapišemo Lissajousovo krivuljo kot 
{\displaystyle x=A\sin(at+\delta ),\quad y=B\sin(bt),}.
kjer so
- {\displaystyle a,b,A,B} izbrani
- {\displaystyle \delta ,t} spremenljivi

Oblika krivulje je močno odvisna od razmerja {\displaystyle a/b\,}. Posebni primeri so: elipsa, če je razmerje enako 1, krožnica, če je {\displaystyle A=B\,} in {\displaystyle \delta =\pi /2} radianov in premica, če je {\displaystyle \delta =0}. Tudi parabola je Lissajousova krivulja, ki ima {\displaystyle a/b=2} in {\displaystyle \delta =\pi /2}. Drugačna razmerja dajo bolj komplicirane krivulje, ki pa so zaprte samo, če je razmerje racionalno število.
Lissajousove krivulje, ki imajo {\displaystyle a=1\,} in {\displaystyle b=N\,} ter zanje velja
{\displaystyle \delta ={\frac {N-1}{N}}{\frac {\pi }{2}}\ }, se imenujejo polinomi Čebišova prvega reda in N-te stopnje. N je naravno število.

## Zgledi
Spodnja animacija prikazuje spremembe krivulje za razstoče razmerje {\displaystyle a/b\,} od 0 do 1 v korakih po 0,01. prikazana je animacija za {\displaystyle \delta =0\,}. 
V spodnjih primerih je {\displaystyle \delta =\pi /2\,}, neparno naravno število a, parno naravno število b in {\displaystyle |a-b|=1\,}.
- a = 1, b = 2 (1:2)
- a = 3, b = 2 (3:2)
- a = 3, b = 4 (3:4)
- a = 5, b = 4 (5:4)
- a = 5, b = 6 (5:6)
- a = 9, b = 8 (9:8)